# قره نورو
قره نورو (به ترکی آذربایجانی: Qara nuru، پیش از آن Nikolayevka Николаевка نیکولایفکا، Petropavlovka Петропавловка پتروپاولوفکا، Krasnoselskoye Красносельское کراسنوسلسکویه، Krasnoselskiy Красносельский کراسنوسلسکی و کراسنوسلسک تا سال ۱۹۹۲) یک منطقه مسکونی در جمهوری آذربایجان است که در شهرستان ساعتلی واقع شده‌است. قره نورو ۶۲۵۸ نفر جمعیت دارد.

## دین
در مسجد جامع قره نورو به‌نام فاطمه زهرا یک هیئت مذهبی وجود دارد.